# Tucker (Georgia)
Tucker è un comune degli Stati Uniti d'America, situato nello stato della Georgia, nella contea di DeKalb.